# Мариън (окръг, Илинойс)
Окръг Мариън (на английски: Marion County) е окръг в щата Илинойс, Съединени американски щати. Площта му е 1492 km², а населението - 41 691 души (2000). Административен център е град Сейлъм.